# سويداء سوداء
سويداء سوداء (الاسم العلمي:Suaeda nigra) هي نوع من النباتات يتبع جنس السويداء من الفصيلة القطيفية.